# نخ‌سان‌تباران
نخ‌سان‌تباران (نام علمی: Nematophyta) نام یک division از فرمانرو گیاه است.